# Českomoravská vrchovina
Českomoravská vrchovina (dříve Českomoravská krabatina nebo Českomoravská vysočina) je mírně zvlněná geomorfologická oblast (též podsoustava) v jižní části České vysočiny, rozkládající se po obou stranách historické zemské hranice Čech a Moravy (odtud je odvozen její název) na prakticky celém území kraje Vysočina. Jde o největší horopisný celek v České republice.

## Pojmenování
Název Českomoravská vysočina se poprvé objevuje v odborné literatuře ve 30. letech 19. stol. Ve 20. století při úpravách terminologie bylo slovo „vysočina“ kodifikováno jako protiklad nížinného reliéfu (jako souhrnný název pro pahorkatiny, vrchoviny a hornatiny). Názvoslovná komise ve snaze předejít nedorozuměním zároveň přejmenovala oblast na Českomoravskou vrchovinu.

## Geologie
Svých mírně zvlněných hřbetů nabyla během dlouhotrvajících geologických epoch od algonkia ve starohorách až po trias.  Je součástí tzv. moldanubické zóny a spolu s Šumavou patří k nejstarším pohořím Českého masívu. V první fázi se usazovaly horniny. Vznik pohoří se datuje do období kolem devonu a karbonu. Docházelo k příkrovovým pohybům a vyzdvihování linie táhnoucí se od Francie přes Německo, Šumavu až k Vysočině. Tomuto vyzdvihování říkáme hercynské nebo variské vrásnění. Mohutný tektonický pohyb dal podnět k vyvrhnutí magmat na zemský povrch. Od té doby tvoří povrch Vysočiny převážně hlubinné vyvřeliny, granity (žuly) a krystalické břidlice. V převládajícím teplém klimatu ale jeho povrch zhladily erozní procesy. K oživení reliéfu a ke vzniku základních rysů jeho současné podoby došlo až pod vlivem tlaků, kterým byl Český masiv vystaven při třetihorním alpinském vrásnění. Oproti jiným našim oblastem se tu tektonický neklid projevoval poměrně jednostranně, ponejvíc vertikálními poklesy a výzdvihy jednotlivých ker zemské kůry do různých výškových úrovní. Díky Hercynskému vrásnění i starším horotvorným procesům je oblast vrchoviny bohatá na ložiska rud, které jsou dnes již z velké části vytěžené. Mezi nejvýznamnější ložiska rud patřila Jihlava a Havlíčkobrodsko (stříbro), Humpolecko (zlato), Žďár nad Sázavou a Ždírec nad Doubravou (železné a polymetalické rudy). V novější době pak ložiska uranu v Dolní Rožínce.

## Fauna a flóra
V letech 1990–1998 probíhalo pravidelné sledování hnízdní avifauny vrcholových bučin na Vysočině. Bylo vybráno pět lokalit typu vrcholové a skalnaté bučiny o celkové rozloze 123 ha v nadmořské výšce 60–765 m. Jednalo se o maloplošná zvláště chráněná území, konkrétně NPR Velký Špičák, PR Křemešník, PP Čertův hrádek, PP Přední skála, PP Vysoký kámen. Bylo zaznamenáno v hnízdním období 44 druhů ptáků. Nejpočetnější byla pěnkava obecná, další následovaly sýkora uhelníček, červenka obecná, brhlík lesní, střízlík obecný, pěnice černohlavá, budníček menší, králíček ohnivý a šoupálek dlouhoprstý.

## Geomorfologické členění
Na území ČR se skládá ze sedmi geomorfologických celků a 21 podcelků. Z těchto podcelků jsou nejvyšší Jihlavské vrchy (Javořice 837 m), významné jsou také Žďárské vrchy (Devět skal 836 m). Kompletní geomorfologické členění do úrovně celků a podcelků uvádí následující tabulka:
| Geomorfologické členění Českomoravské vrchoviny               | Geomorfologické členění Českomoravské vrchoviny | Geomorfologické členění Českomoravské vrchoviny |
| ------------------------------------------------------------- | ----------------------------------------------- | ----------------------------------------------- |
| ČESKÁ VYSOČINA • Česko-moravská subprovincie                  |                                                 |                                                 |
| KŘEMEŠNICKÁ VRCHOVINA                                         | Jindřichohradecká pahorkatina                   | Čihadlo (665 m)                                 |
| KŘEMEŠNICKÁ VRCHOVINA                                         | Pacovská pahorkatina                            | Lísek (760 m)                                   |
| KŘEMEŠNICKÁ VRCHOVINA                                         | Želivská pahorkatina                            | Na altánku (634 m)                              |
| KŘEMEŠNICKÁ VRCHOVINA                                         | Humpolecká vrchovina                            | Křemešník (769 m)                               |
| HORNOSÁZAVSKÁ PAHORKATINA                                     | Kutnohorská plošina                             | Za stodolami (537 m)                            |
| HORNOSÁZAVSKÁ PAHORKATINA                                     | Světelská pahorkatina                           | Žebrákovský kopec (601 m)                       |
| HORNOSÁZAVSKÁ PAHORKATINA                                     | Havlíčkobrodská pahorkatina                     | Roudnice (661 m)                                |
| HORNOSÁZAVSKÁ PAHORKATINA                                     | Jihlavsko-sázavská brázda                       | Kázek (567 m)                                   |
| ŽELEZNÉ HORY                                                  | Chvaletická pahorkatina                         | bezejmenný (450 m)                              |
| ŽELEZNÉ HORY                                                  | Sečská vrchovina                                | Vestec (668 m)                                  |
| HORNOSVRATECKÁ VRCHOVINA                                      | Žďárské vrchy                                   | Devět skal (836 m)                              |
| HORNOSVRATECKÁ VRCHOVINA                                      | Nedvědická vrchovina                            | Horní les (772 m)                               |
| KŘIŽANOVSKÁ VRCHOVINA                                         | Bítešská vrchovina                              | Harusův kopec (743 m)                           |
| KŘIŽANOVSKÁ VRCHOVINA                                         | Brtnická vrchovina                              | Velký Špičák (734 m)                            |
| KŘIŽANOVSKÁ VRCHOVINA                                         | Dačická kotlina                                 | Ivanův kopec (644 m)                            |
| JAVOŘICKÁ VRCHOVINA                                           | Jihlavské vrchy                                 | Javořice (837 m)                                |
| JAVOŘICKÁ VRCHOVINA                                           | Novobystřická vrchovina                         | Vysoký kámen (732 m)                            |
| JEVIŠOVICKÁ PAHORKATINA                                       | Jemnická kotlina                                | Vráž (576 m)                                    |
| JEVIŠOVICKÁ PAHORKATINA                                       | Bítovská pahorkatina                            | Suchá hora (571 m)                              |
| JEVIŠOVICKÁ PAHORKATINA                                       | Jaroměřická kotlina                             | Zadní hora (634 m)                              |
| JEVIŠOVICKÁ PAHORKATINA                                       | Znojemská pahorkatina                           | Na skalném (556 m)                              |
| PROVINCIE • Subprovincie / Oblast / CELEK • Podcelek • Vrchol |                                                 |                                                 |